# Восстание масс
«Восста́ние масс» (исп. La rebelión de las masas) — социально-философский трактат испанского философа XX века Хосе Ортеги-и-Гассета, описывающий культурный кризис Европы, связанный с изменением роли масс в обществе. Книга была опубликована в Испании в 1930 году, на русском языке опубликована в 1989 году в журнале «Вопросы философии».

## Содержание

### Понятие «масса»
В «Восстании масс» Ортега-и-Гассет даёт определение понятию «масса». «Масса — всякий и каждый, кто ни в добре, ни в зле не мерит себя особой мерой, а ощущает таким же, как и все, и не только не удручён, но доволен собственной неотличимостью». «Масса — это те, кто плывет по течению и лишён ориентиров. Поэтому массовый человек не созидает, даже если возможности и силы его огромны». Автор сравнивает «массового человека» с избалованным ребёнком с врождённой неблагодарностью ко всему, что смогло облегчить ему жизнь.
При этом «массе» Ортега противопоставляет «избранное меньшинство». Избранные, по мнению автора, «не те, кто кичливо ставит себя выше, но те, кто требует от себя больше, даже если требование к себе непосильно». «Избранные — единственные, кто зовёт, а не просто отзывается, кто живёт жизнью напряжённой и неустанно упражняется в этом».
Ортега-и-Гассет отмечает изменение роли «массы» в обществе, он пишет, что «сегодня массы достигли жизненного уровня, подобного тому, который прежде казался предназначенным лишь для немногих, массы вышли из повиновения, не подчиняются никакому меньшинству, не следуют за ним и не только не считаются с ним, но и вытесняют его и сами его замещают», но при этом они остаются массой. Проблема состоит в том, что «заурядные души, не обманываясь насчёт собственной заурядности, безбоязненно утверждают своё право на неё и навязывают её всем и всюду». «Масса не желает уживаться ни с кем, кроме себя».
Испанский философ считает, что в хорошо организованном обществе «масса» не будет действовать сама по себе, и он описывает её роль таким образом:

«Она существует для того, чтобы её вели, наставляли и представительствовали за неё, пока она не перестанет быть массой или, по крайней мере, не начнёт к этому стремиться. Но сама по себе осуществлять это она неспособна. Ей необходимо следовать чему-то высшему, исходящему от избранных меньшинств. Это не частный вывод из ряда наблюдений и догадок, а закон социальной „физики“ под стать Ньютоновым по своей непреложности».— Хосе Ортега-и-Гассет. «Восстание масс»

### Современная эпоха

#### Рост уровня жизни
Хосе Ортега-и-Гассет описывает современную эпоху как эпоху небывалых возможностей. В мире всего стало больше: «всего, что можно придумать, пожелать, создать, разрушить, найти, употребить или отвергнуть». Значительно выросли и уровень жизни людей, и выбор товаров. «Трудно вообразить вещь, которой не было бы на прилавках, и наоборот – невозможно вообразить все, что там есть». 
Философ не отрицает, что современную жизнь невозможно называть упадочной, но при этом он указывает и на обратную сторону медали.

«Головокружительный рост означает всё новые и новые толпы, которые с таким ускорением извергаются на поверхность истории, что не успевают пропитаться традиционной культурой. И, в результате, современный средний европеец душевно здоровей и крепче своих предшественников, но и душевно беднее. Оттого он порой смахивает на дикаря, внезапно забредшего в мир вековой цивилизации».— Хосе Ортега-и-Гассет. «Восстание масс»

#### «Разрыв настоящего с прошлым»
В главе «Высота времени», описывая современную эпоху, Ортега пишет: «Жестокий разрыв настоящего с прошлым – главный признак нашей эпохи, и похоже, что он-то и вносит смятение в сегодняшнюю жизнь». Он отмечает, что современная эпоха не оглядывается на прошлое, так как позади не видит ничего образцового, хотя сама эпоха еще незрела. 

«Мы чувствуем, что внезапно стали одинокими, что мертвые умерли всерьёз, навсегда и больше не могут нам помочь. Следы духовной традиции стёрлись. Все примеры, образцы, эталоны бесполезны. Все проблемы, будь то в искусстве, науке или политике, мы должны решать только в настоящем, без участия прошлого».— Хосе Ортега-и-Гассет. «Восстание масс»
 Таким образом, современная эпоха оказалась «между двумя формациями исторической власти — той, что была, и той, что назревает».

#### Наука
Автор также пишет о специализации в науке как о проблеме современного мира. Ортега считает, что современные учёные перестают быть людьми науки в полном смысле этого слова. «С каждым новым поколением, сужая поле деятельности, учёные теряют связь с остальной наукой, с целостным истолкованием мира — единственным, что достойно называться наукой, культурой, европейской цивилизацией». «Прогресс неумолимо ведёт к небывало узкой специализации, а специализация — к ухудшению самой науки».

#### Падение морали
«Мир сегодня глубоко деморализован, и один из симптомов этого — разнузданный бунт масс». Согласно философу, «с Европой происходит что-то странное и нездоровое. Европейские заповеди утратили силу, а других пока что не видно». Для того, чтобы описать этот феномен, автор приводит в качестве примера ситуацию: 

Цыган пришёл на исповедь, но проницательный падре сперва осведомляется, учил ли он когда заповеди Божьи. «Хотел было, — отвечает цыган, — да прослышал, будто их отменят».— Хосе Ортега-и-Гассет. «Восстание масс»
То же самое происходит с европейскими заповедями, по мнению Ортеги.
Хосе Ортега-и-Гассет делает вывод, что «Европа утратила нравственность, и прежнюю массовый человек отверг не ради новой, а ради того, чтобы не придерживаться никакой». Массовый человек, согласно автору, «попросту лишён морали».

### Национальное государство как высшая угроза
Отдельная глава книги посвящена теме государства как «наихудшей из опасностей». Ортега пишет, что «массовый человек гордится государством и знает, что именно оно гарантирует ему жизнь, но не сознаёт, что это творение человеческих рук, что оно создано определёнными людьми и держится на определённых человеческих ценностях, которые сегодня есть, а завтра могут улетучиться. Но если в жизни страны возникнут какие-либо проблемы, массовый человек постарается, чтобы власти немедленно вмешались и взяли заботу на себя, употребив на это все свои неограниченные средства». Опасность, считает автор, кроется в «полностью огосударствленной жизни, экспансии власти, поглощении государством всякой социальной самостоятельности».
Также Ортега отмечает, что «не кровь и язык создают национальное государство — наоборот, это оно уравнивает состав эритроцитов и артикуляцию звуков». Философ также утверждает, что государственные границы являются преградой для политической, экономической и культурной жизни Европы:

«Впервые споткнувшись о национальные границы, европеец ощущает, насколько его экономические, политические, интеллектуальные запросы — то есть его жизненные возможности, жизненный размах — несоизмеримы с тем коллективным телом, в котором они томятся».— Хосе Ортега-и-Гассет. «Восстание масс»
 Философ рассматривает национальную принадлежность европейцев как бремя. «Те единства, что до сих пор именовались нациями, приблизительно век назад достигли своего апогея. С ними нечего больше делать, кроме одного — преодолеть их».

## Критика
После того, как в 1989 году «Восстание масс» было опубликовано на русском языке, доктор философских наук Пиама Павловна Гайденко написала статью «Хосе Ортега-и-Гассет и его „Восстание масс“». С одной стороны, автор подчёркивает вклад, который внес Ортега-и-Гассет в развитие мысли в XX веке и восхищается его личностью. Она пишет:

«Есть мыслители, которым дано чутко улавливать и остро выражать тревоги и надежды своего века, своего поколения, перемены в настроениях, беспокойство современников. Страстные и темпераментные, наделенные даром художественного слова, они умеют сказать о том, что волнует всех, и становятся общественными медиумами: легко улавливая атмосферные движения, они, подобно животным и птицам перед землетрясением, предупреждают о них. В XVIII веке к таким мыслителям принадлежал Руссо, в XIX — Ницше, в XX — Ортега-и-Гассет».— П. П. Гайденко. «Хосе Ортега-и-Гассет и его „Восстание масс“»
Похожим образом оценила работу испанского философа американская газета «Atlantic Monthly»: 

«Чем для XVIII века был „Общественный договор“ Руссо, а для XIX — „Капитал“ Маркса, тем же для XX века стало „Восстание масс“ Ортеги».— «Atlantic Monthly»
С другой стороны, П. П. Гайденко не обходится без критики в сторону испанского философа. Она считает, что автор слишком сконцентрировал своё внимание на будущем, не приняв во внимание историю развития вопроса.

«По своему пафосу философия Ортеги вполне созвучна преобладающему умонастроению XX века — она футуристична. Наименее интересно для Ортеги то, что уже было; больше всего его волнует то, чего еще нет».— П. П. Гайденко. «Хосе Ортега-и-Гассет и его „Восстание масс“»
Также «серьезными оппонентами для Ортеги являются все те философы, которые признают наличие надысторической и надприродной реальности, то есть метафизики и философы религиозной ориентации. Сфера трансцендентного, вечного, того, что не течет и не меняется вместе с историей, — вот чего Ортега не признает».
Советский и российский учёный-философ Константин Михайлович Долгов критикует тот факт, что понятие «масса» у Ортеги не имеет чёткой определенности.

«„Человеку-массе“ Ортега противопоставляет „человека-индивидуальность“, представляющего собой не класс, не сословие, а человеческий тип, имя которому — незаурядность, личность».— К. М. Долгов. «Философия культуры и эстетика Хосе Ортеги-и-Гассета»
Доктор философских наук Владимир Фёдорович Титов также выступает с критикой в отношении термина «человек-масса» у Ортеги-и-Гассета, так как нет полной ясности в его понимании. Он видит противоречие в том, что «с одной стороны, поведение, общественно-политическая деятельность „человека-массы“ самым непосредственным образом влияют на создание кризисной ситуации в культуре, а с другой — он является производным от этой культуры и разделяет её судьбу».

## Актуальность
Книга «Восстание масс» была опубликована в 1930 году, но проблемы социальной, культурной и духовной ситуации Европы, которые анализировал Хосе Ортега-и-Гассет, актуальны и сегодня. Поскольку автор концентрировал своё внимание на будущем, ему удалось предугадать некоторые тенденции. Примером может послужить его цитата: «Те единства, что до сих пор именовались нациями, приблизительно век назад достигли своего апогея. С ними нечего больше делать, кроме одного — преодолеть их». Таким образом, Хосе Ортега-и-Гассет своим заключением фактически предсказал возможный выбор Европы в пользу европейской интеграции.